# Ana María Baiardi
Ana María Baiardi Quesnel (Asunción, 17 de julio de 1965) es una diplomática y política paraguaya. Fue designada durante la presidencia de Horacio Cartes como ministra del Ministerio de la Mujer en el año 2013 hasta el año 2018. Actualmente se desempeña como embajadora de Paraguay ante Perú.

## Trayectoria política
Tiene una trayectoria de más de 30 años siendo diplomática. Ha ejercido diversos cargos durante su carrera tanto en el servicio exterior como en la cancillería de su país, entre ellos:
- Fue integrante por la cancillería de la delegación oficial en Beijing (1995).[5]

- Primera secretaria nacional ante las Naciones Unidas (1991-1996).

- Directora de Mesas Internacionales para América (1997-1999).

- Consejera en la Embajada de Paraguay en España (1999-2000).

- Ha sido representante alterna del Paraguay ante FAO (2001-2006).

- Directora general de Política Multilateral (2006-2007).

- Coordinadora general del despacho de la primera dama de la nación (2005-2006), entre otros cargos.

Durante la primera década del siglo XXI, fue embajadora en Italia, Israel, Grecia y Eslovenia.
Desde el 5 de noviembre de 2007, fue embajadora en Roma. Durante esa misión se desempeñó como vicepresidente del Grulac-FAO y presidente del Grulac Bilateral-Roma.
Desde el 15 de septiembre de 2010, fue concurrentemente embajadora en San Marino, Tel Aviv, Liubliana (Eslovenia), Atenas y Bucarest.
El 15 de agosto de 2013, asumió como ministra del Ministerio de la Mujer en el gabinete de Horacio Cartes.
El 22 de abril de 2019, según el acuerdo aprobado por el senado durante la presidencia de Mario Abdo Benítez, fue designada como embajadora de Paraguay ante Perú.

## Formación académica
Baiardi es egresada en Análisis de Sistemas en la Universidad Católica Nuestra Señora de la Asunción; posteriormente se especializó en:
- Ciencias Sociales en la Universidad de Long Island de Nueva York (1993-1994).
- Defensa y Desarrollo Nacional en el Instituto de Altos Estudios Estratégicos (IAEE) (1998).
- Relaciones Internacionales en la Universidad Complutense Instituto Ortega y Gasset de Madrid (2000-2001).
- Perfiles Jurídicos de la Integración Europea e Internacional en la Universidad de Perugia (2010-2011).[10]